# Freestyle Master Series
Les Freestyle Master Sèries coneguda internacionalment com a FMS és una lliga anual de freestyle rap (rap improvisat) en castellà que enfronta als 10 millors MCs d'un mateix país. Actualment hi ha 4 països que formen part d'aquesta competició: Espanya, Argentina, Xile, i Mèxic. Encara que en el proper any (2020) Perú també formarà part d'aquesta competència.
Empès per l'auge del rap improvisat i l'aparició de nombroses competicions en països de parla hispana en la dècada de 2010, l'equip de The Urban Roosters va crear un sistema de classificació dels competidors similar a altres competicions esportives com el rànquing ATP.
El famós format de les FMS consta de sis rondes: Easy mode, Hard mode, Temàtiques, Personatges contraposats, Minut de Sang i Deluxe.
Les FMS també tenen Jornades Internacionals on es troben els quatre primers rapers de cada liga nacional en les 4 primeres jornades i els quatre primers no classificats a la Gran Final.

## Estructura
Aquesta competició té un format de lliga. Un total de deu participants s'enfronten a cadascun dels altres participants al llarg d'una temporada anual, en un total de nou batalles per cada gall (raper). La seu de cada jornada és rotatòria en diferents ciutats del país.
Al final de cada enfrontament els dos galls que hagin competit es reparteixen tres punts depenent del resultat de la batalla:
- Tres punts pel guanyador de la batalla si és sense rèplica.
- Dos punts pel guanyador de la batalla amb una o diverses rèpliques.
- Un punt pel perdedor de la batalla amb una o diverses rèpliques.
- Zero punts per al perdedor si ha perdut sense rèplica.

La taula de la lliga s'actualitza després de cada jornada i el participant que més punts tingui al final de la temporada serà coronat guanyador.

## Format de les batalles
Les batalles es caracterítzen per un format rígid, sempre el mateix, dividit en sis rondes que presenten diferents estímuls creatius per als participants i que pretenen mesurar totes les habilitats de cada participant. Aquest format és comú per a totes les edicions i no varia amb el temps, cosa que permet avaluar situacions similars atorgant punts sobre la base dels resultats. El mateix passa als tornejos internacionals.
- Easy mode: Una ronda en la qual es generen paraules aleatòries cada 10 segons. Com el seu nom ho diu, és una ronda senzilla.
- Hard mode: Una ronda en la qual es generen paraules aleatòries cada 5 segons. Aquesta ronda augmenta el nivell.
- Temàtiques: Dues rondes de quatre patrons per cada MC sense intercalació amb una temàtica prefixada i aleatòria.
- Personatges contraposats: Una ronda de 4x4 de 120 segons amb dos personatges que es contraposen. Els participants es van replicant les rimes a cada patró.
- Sang: Dues rondes d'un minut amb temàtica lliure. Un MC comença, l'altre participant respon i després viceversa, en un total de 4 minuts.
- Deluxe: Una ronda a 4x4 que comença a cappella amb tres patrons per cada MC i 160 segons finals de 4x4 amb temàtica lliure.

En cas que hi hagués rèplica, l'enfrontament es decidiria amb un 4x4 de 120 segons.
De manera similar a altres competicions de freestyle, la FMS compta amb un jurat imparell, normalment cinc persones, que s'encarrega d'avaluar als participants. En aquest cas tots els jutges han estat participants en competicions de rap anteriors. Com a innovació, però, enfront de les competicions clàssiques de freestyle, la FMS té un sistema tancat d'avaluació que atorga una nota per cada patró. Cadascun dels jutges dona una puntuació que va de zero a quatre per cada patró després de cada ronda per cadascun dels següents factors: flow, skills i posada en escena. En les rondes a sang, cada jutge pot atorgar un punt extra per la resposta en cada patró. Al final de la batalla es fa un recompte dels punts dels contrincants i es concedeix la batalla al que més punts hagi aconseguit. Si en fer el recompte la diferència de punts entre els dos galls és inferior a cinc punts, una rèplica de 120 segons, tindrà lloc per determinar al guanyador.

## Sistema de punts
Cada temporada The Urban Roosters elabora un rànquing de punts de les diferents batalles nacionals seguint l'exemple d'esports com el surf o els escacs i similar al rànquing ATP. Segons aquest model, les diferents competicions s'organitzen en cinc rangs depenent del seu nivell i rellevància, atorgant un nombre determinat de punts sobre la base del tipus de competència i al resultat obtingut per cada competidor. D'aquesta manera, les competicions amb participació de MCs d'alt nivell com la Red Bull Batalla dels Galls o BDM atorgaran més punts que unes altres amb un nivell més baix com Pressing Rap. Al final de la temporada, els dos competidors amb menor nombre de punts en la FMS quedaran automàticament eliminats de la competició per a l'any posterior i seran intercanviats pels aspirants que més punts reuneixin en el rànquing de freestyle nacional. De la mateixa manera, el vuitè classificat de la FMS haurà d'enfrontar-se en una batalla amb el mateix format de la lliga FMS a l'aspirant en tercer lloc en el rànquing nacional per establir l'últim classificat de la lliga. Aquesta batalla es donaria durant l'última jornada després de les batalles hagudes aquest dia.